# يوتاكا هيجوتشي (عازف باس)
يوتاكا هيجوتشي (باليابانية: 樋口豊؛ بالكانا: ひぐち ゆたか) هو عازف باس ياباني، ولد في 24 يناير 1967 في تاكاساكي في اليابان.

## وصلات خارجية
- الموقع الرسمي
- يوتاكا هيجوتشي على موقع ميوزك برينز (الإنجليزية)